# Yö
Yö (finska för "natt"), är en finländsk rockgrupp från Björneborg som bildades 1981. Sångaren var Olli Lindholm som avled i februari 2019. Deras mest kända låtar är bland andra Rakkaus on lumivalkoinen och Joutsenlaulu. Yö är en av Finlands bäst säljande artister och har sålt mer än miljon skivor.

## Diskografi

### Studioalbum
- 1983 – Varietee
- 1984 – Nuorallatanssija
- 1985 – Myrskyn jälkeen
- 1986 – Äänet
- 1988 – Lanka palaa
- 1989 – Toinen puoliaika
- 1991 – Antaa soittaa
- 1992 – Tänä yönä
- 1993 – Kymmenes kevät
- 1994 – Hyviä vuosia
- 1996 – Satelliitti
- 1997 – Pirstaleet
- 1999 – 13. Yö
- 2000 – Valo
- 2003 – Rakkaus on lumivalkoinen
- 2005 – Kuolematon
- 2007 – Valtakunta
- 2009 – Loisto
- 2012 – Pelko ja rakkaus
- 2014 – Hyvässä ja pahassa
- 2016 – Puolet taivaasta – puolet helvetistä
- 2017 – Hyvän yön lauluja
- 2018 – Mitä jos mä rakastan